# 오구라촌 (교토부)
오구라촌(일본어: 小倉村)은 일본 교토부 구세군에 설치되었던 촌이다. 현재의 우지시 서부에 해당한다.